# كاهو شيمادا
كاهو شيمادا (باليابانية: 島田歌穂؛ بالكانا: しまだ かほ) هي مغنية وبروفيسورة وممثلة يابانية، ولدت في 19 سبتمبر 1963 في ميناتو في اليابان. من الجوائز التي نالتها جائزة غرامي سنة 1990.

## جوائز
- جائزة غرامي (1990)

## وصلات خارجية
- الموقع الرسمي
- كاهو شيمادا على موقع IMDb (الإنجليزية)
- كاهو شيمادا على موقع ميوزك برينز (الإنجليزية)
- كاهو شيمادا على موقع أول ميوزيك (الإنجليزية)
- كاهو شيمادا على موقع ديسكوغز (الإنجليزية)